# 新保はる奈
新保 はる奈（しんぽ はるな、1985年2月14日 - ）は、日本の女性俳優。専修大学経済学部に進学した。趣味は読書。

## テレビ
- スーパーモーニング
- 伊東家の食卓
- 三姉妹探偵団
- 天才てれびくん「救命戦士ナノセイバー」

## CM
- カルピス ウェルチグレープ